# جانيت تشو
جانيت تشو (بالإنجليزية: Janet Chow)‏ (و. 1983  م) هي ممثلة، ومتسابقة ملكة الجمال كندية، ولدت في هونغ كونغ.